# Neolophonotus namibiensis
Neolophonotus namibiensis là một loài ruồi trong họ Asilidae. Neolophonotus namibiensis được Londt miêu tả năm 1985. Loài này phân bố ở vùng nhiệt đới châu Phi.